# Karoline Müller (Galeristin)
Karoline Friederike Müller (* 10. Dezember 1935 in Gera; † 4. September 2019 in Berlin) war eine deutsche Galeristin und Kuratorin, die von 1962 bis zu ihrem Tode die Ladengalerie Berlin für zeitgenössische Kunst führte und sich für die Förderung von Künstlerinnen einsetzte.

## Leben
Karoline Müller wurde als Tochter von Friedrich Engelmann und der Grafikerin Susanne Engelmann (geb. Kornmann) geboren.

### Ladengalerie Berlin
Nach einem Studium der Malerei von 1954 bis 1960 an der Freien Abteilung der Hochschule für Bildende Künste Berlin bei Hans Uhlmann eröffnete Karoline Müller zusammen mit Wichart Müller (1927–1974) und Arwed D. Gorella (1937–2002) am 20. November 1962 in der Charlottenburger Bleibtreustraße 5a die Ladengalerie mit einer Ausstellung von Werken Heinz Ottersons. Die Galerie wollte mit der Auswahl freier und angewandter Arbeiten junge in Berlin lebende Künstler unterstützen sowie die seinerzeit vernachlässigte gegenständliche Kunst fördern, nach dem Verständnis der Galeristen Kunst, „die noch durchzusetzen ist“. Das wirtschaftliche Überleben der Galerie sicherte in den Anfangsjahren auch der Verkauf von Kinderbüchern, darunter Titel des privat geführten Kinderbuchverlags Lucie Groszer aus der DDR. Parallel dazu stellten bekannte Kinderbuchillustratoren wie Lilo Fromm, Eva Johanna Rubin und Jürgen Spohn oder der damals als Künstler noch weitgehend unbekannte Janosch ihre Werke aus. Zu bereits renommierten Künstlern, die noch zu Lebzeiten in der Galerie ihre Werke zeigten, gehörten Karl Hubbuch und Otto Pankok.
Nach dem Bau der Berliner Mauer und während des Kalten Krieges sind in der seit 1966 selbstständig von Karoline Müller geführten Ladengalerie Werkschauen aus der DDR hervorzuheben: Neben Ausstellungen anerkannter Künstler wie Fritz Cremer, Hans Grundig, Lea Grundig, Max Lingner, Wolfgang Mattheuer, Otto Nagel, Oskar Nerlinger und Magnus Zeller bot die Galerie auch jungen Talenten – u. a. Günther Brendel, Harald Hakenbeck, Gerhard Kettner, Klaus Matthäi, Ronald Paris, Gerhard Rommel, Max Uhlig – ein Forum im Westen der geteilten Stadt, zum Beispiel mit der Sammelausstellung Elf aus der DDR 1969. Häufig begleiteten Diskussionsrunden diese deutsch-deutschen Begegnungen und wurden in west- wie ostdeutschen Feuilletons kontrovers besprochen, zum Beispiel nachdem „diese Dispute [...] durch die vielbeachtete Ausstellung von plastischen und grafischen Werken Fritz Cremers in der Ladengalerie neuen Zündstoff erhalten“ hatten. Mit Präsentationen der Werke Werner Tübkes 1980 und nach der deutschen Wiedervereinigung mit einer Ausstellung Willi Sittes führte Karoline Müller diese künstlerische Begegnungsform weiter.
Darüber hinaus bemühte sich die Galeristin, das Schaffen ostmittel- und südosteuropäischer bildender Künstler vorzustellen: dazu gehörten naive Malerei und Volkskunst aus Polen (u. a. Halina Dąbrowska) sowie Gemälde, Grafiken, Skulpturen und Zeichnungen aus der Tschechoslowakei mit Vertretern der „Grafikschule von Bratislava“ (Orest Dubay, Viera Bombová, Albín Brunovský und Alexander Eckerdt) und der Künstlergruppe Mikuláš Galanda (z. B. Milan Laluha), ferner Vlastimil Beneš, Ignac Bizmajer und Vincent Hložník. 1977 präsentierte man die Werke dreier Moskauer Malerinnen und 1980 Kunst aus Usbekistan.
Neben lokalen Künstlern wie Mitgliedern der Berliner Malerpoeten – Aldona Gustas und Kurt Mühlenhaupt – bildet die Schau von Vertretern der Schule der neuen Prächtigkeit wie Johannes Grützke, Manfred Bluth oder Matthias Koeppel seit den 1970er Jahren einen Ausstellungsschwerpunkt. Seit 1998 erscheint im galerieeigenen Verlag der mehrbändige Verzeichniskatalog der Druckgrafiken Johannes Grützkes. An internationalen Künstlern, die in der Ladengalerie ausstellten, sind Malcolm Poynter (1988) oder Roland Topor (1978) zu nennen. Außer Einzel- oder Gruppenausstellungen, Lesungen und musikalischen Veranstaltungen sowie seit der Retrospektive aus Anlass des 80. Geburtstags von Joachim Ringelnatz kuratierte Karoline Müller thematische Präsentationen, zum Beispiel Das Tier – Tierdarstellungen zeitgenössischer Künstler (2000), die zwei Jahre später im Berliner Zoo zu sehen war, oder Schöne Puppen aus aller Welt seit 1900 im Spielzeug und im Puppentheater (1978), wofür Johannes Grützke, Kurt Mühlenhaupt und Eva Johanna Rubin Vorzugsausgaben erarbeiteten.
Regelmäßig war die Ladengalerie auf Kunstmessen wie der Art Basel, Art Cologne, Art Frankfurt oder der International Contemporary Art Fair London vertreten.
Nach Umzügen 1964 in die Bleibtreustraße 20, 1970 erst in die Wilmersdorfer Straße, dann an den Kurfürstendamm, 1997 in die Neuköllner Urbanstraße, 2001 in die Brunnenstraße nach Berlin-Mitte und 2005 in die Drontheimer Straße (Gesundbrunnen) leiten Karoline Müller und Valentin Müller die Ladengalerie seit 2008 im ehemaligen Bürgeramt des Bezirks Tempelhof in Alt-Tempelhof, wo auch ein Großteil des künstlerischen Nachlasses von Margarete Godon (1909–2005) – überwiegend Skulpturen – besichtigt werden kann.

### Kulturpolitisches Engagement
Zusammen mit Inge Huber gab sie nach 3-jähriger Recherche 1987 den Band Zur Physiologie der bildenden Kunst, Künstlerinnen, Multiplikatorinnen, Kunsthistorikerinnen heraus, der die in der Berliner Kunstszene tätigen Frauen vorstellt. Für ihre selbst finanzierte, nach Ansicht der Jury „herausragende Grundlagenforschung zum Thema der Frau in der bildenden Kunst“ erhielten beide den Karl-Hofer-Preis der Berliner Hochschule der Künste 1987.
Im Rahmen der Recherchen für das Forschungsprojekt hatte Karoline Müller Mitte der 1980er Jahre die später von ihr in der Ladengalerie vertretene Künstlerin Margarete Godon bei einem Atelierbesuch kennengelernt. Godon, gleichzeitig  Vorsitzende des Vereins der Berliner Künstlerinnen 1867 e.V. (VdBK) warb für den Verein und gewann Müller als Mitglied. 1989 wurde Müller zunächst Geschäftsführerin, ein Jahr später selbst langjährige Vorsitzende des Vereins. Als Vorsitzende des VdBK hat sich Karoline Müller zusätzlich zu ihrer Tätigkeit als Galeristin für die Kunst von Frauen eingesetzt und dazu beigetragen, die Notwendigkeiten der Künstlerinnen in der Öffentlichkeit zum Beispiel durch Veröffentlichungen oder das Kuratieren von Ausstellungen sichtbar zu machen. 
Auf Müllers und Jörn Merkerts Initiative hin gelang es, zum 125-jährigen Bestehen des Vereins 1992 mit der Berlinischen Galerie die Jubiläumsausstellung Profession ohne Tradition zu verwirklichen. Ergänzend zum Katalogbuch erschien das Nachschlagewerk Käthe, Paula und der ganze Rest, das über 1200 Künstlerinnen, Kunstfreundinnen und männliche Ehrenmitglieder des Vereins verzeichnet. Beide Publikationen haben sich in der Kunstwissenschaft inzwischen als einzigartige Standardwerke und Inspirationsquellen für Forschungsvorhaben und Ausstellungen etabliert.
Als Gründungsmitglied der Schadow-Gesellschaft hat sich Müller engagiert, das Wohnhaus von Johann Gottfried Schadow zu erhalten. Mit Hilfe des Vereins der Berliner Künstlerinnen konnten Schadows Wohnung und sein Atelier wieder hergerichtet werden. Auf Müllers Initiative hin und mit Unterstützung des Vereins gelang es, die zuletzt durch Bauarbeiten beschädigten Fassadenreliefs am „Schadowhaus“ zu retten.
Die von Müller und Friedrich Rothe herausgegebene Publikation Victoria von Preußen 1840–1901 in Berlin 2001 zur Ausstellung Kaiserin Friedrich als Künstlerin trug bei, die Erinnerung an Victoria als Mäzenin zu bewahren.
Anlässlich der Verleihung des Bundesverdienstkreuzes, das Müller „als streitbare Vertreterin der Belange von Frauen im ‚Kunstbetrieb‘“  und „als streitbare Kraft im Prozess des Zusammenwachsens auf dem Felde der Bildenden Kunst in Deutschland“ erhielt, wurde sie von Christine Bergmann auch „für den Beitrag zur Verständigung und Versöhnung zwischen den Völkern [...] mit dem Einsatz für Talente aus den Ländern des ehemaligen Ostblocks“ gewürdigt.
Für ihr Jahrzehnte langes Engagement „gegen die Ungleichbehandlung von Frauen im Kunstbetrieb“ als „Problem, das in der Öffentlichkeit kaum wahrgenommen wird“, wurde Karoline Müller 2010 mit der Louise-Schroeder-Medaille ausgezeichnet. Der damalige Präsident des Berliner Abgeordnetenhauses, Walter Momper, hob bei der Verleihung hervor, sie habe „sich schon zu einer Zeit für die Förderung von Künstlerinnen eingesetzt, als der Begriff Frauenförderung noch gar nicht existierte“, und kämpfe bis heute „für die Unterstützung zeitgenössischer Künstlerinnen und gegen das Vergessen bedeutender früherer Künstlerinnen“, indem sie mit ihrem Einsatz ein „sichtbares Zeichen gegen Diskriminierung und Ungleichheit von Frauen in der Kunst“ setze. Jörn Merkert wies in seiner Laudatio darauf hin, dass Müller Frauen immer als selbstbestimmende Künstlerinnen geachtet und ihnen hierzu auch Mut gemacht habe, denn die Kunst sei schließlich der Inbegriff freiheitlicher Selbstbestimmung. Dazu gehöre auch, dass in Zeiten von Mauer und Kaltem Krieg die Galeristin auch Ostberliner Künstler ausgestellt und damit in Kunst und Gesellschaft politische Brücken gebaut habe. Des Weiteren habe sie Kunst dem breiten Volke nähergebracht, um Kunst für alle verständlich zu machen, was besonders in Zeiten der Globalisierung notwendig sei.

## Zitat
„Die Kunst ist für alle Menschen da. Das ist ein zutiefst sozialer Gedanke. Sie gehört nicht nur den Männern. Frauen wurden und werden schneller verdrängt, in der Kunst selber ebenso wie beim Kampf um Ausstellungsplätze.“

## Veröffentlichungen und Herausgeberschaften (Auswahl)
- Inge Huber, Karoline Müller (Hrsg.): Zur Physiologie der bildenden Kunst, Künstlerinnen, Multiplikatorinnen, Kunsthistorikerinnen Berlin 1985–1987. Porträts, Materialien, Register. Berlin 1987, ISBN 3-926460-00-8.
- Karoline Müller, Friedrich Rothe (Hrsg.): Victoria von Preußen 1840–1901 in Berlin 2001. Berlin 2001, ISBN 3-9802288-9-4.
- Ladengalerie Müller: Schöne Puppen aus aller Welt seit 1900 als Spielzeug und im Puppentheater. Berlin 1978.
- Kurt Mühlenhaupt: Zum 90. Geburtstag. Berlin 2011.
- Verzeichnis der Druckgraphik von Johannes Grützke. Hrsg. v. Andreas Pospischil u. der Ladengalerie Berlin: 1. 1958–1963, Berlin 2011.
- Monika Brachmann. Berlin 2011.
- Ingeborg Leuthold: Tattoo total oder die Sehnsucht nach dem verlorenen Paradies. Ölmalerei, Aquarell, Linoldruck. Berlin 2010, ISBN 3-926460-90-3.
- Johannes Grützke: Die Haltung der Batseba. Berlin 2009, ISBN 3-926460-88-1.
- Das Tier. Tierdarstellungen zeitgenössischer Künstler. Berlin 2000.
- Johannes Grützke: Werkverzeichnis Druckgraphik 1978–1998. Berlin 1998.
- Margarete Godon: Malerei und Skulpturen. Berlin 1996, ISBN 3-926460-51-2.
- Lea Grundig: Jüdin, Kommunistin, Graphikerin. Berlin 1996, ISBN 3-926460-56-3.
- Johannes Grützke: Jesu Einzug in Jerusalem und andere Bilder. Berlin 1992.
- Aiga Müller: Auf dem Rücken der Dinge. Berlin 1989, ISBN 3-926460-13-X.
- Die Verbeugung. Johannes Grützke 1987 – ein Fragment. Berlin 1988.
- Matthias Koeppel: „Deutsche Landschaften“ / Art Cologne, 14. Nov. – 20. Nov. 1985. Berlin 1985
- Ringelnatz. Zu seinem 80. Geburtstag. Berlin 1962.

## Auszeichnungen
- 1987: Karl-Hofer-Preis
- 2001: Bundesverdienstkreuz am Bande
- 2010: Louise-Schroeder-Medaille